# 昭和町 (臺南市)
昭和町，為台灣日治時期臺南州臺南市地名，位於桶盤淺北端，為現今臺南市中西區的一部分。

## 介紹
此地名出現於昭和12年（1937年），為臺南市都市擴張發展後，地方政府預定設立的新町名之一，其他新設的町尚有青葉町、伏見町、水道町、白川町、若竹町、汐見町、乃木町。乃木町位於樹林街、西門路、健康路與慶中街之間的街區。
然而由於日本戰敗，此一行政區劃始終未正式實施，僅作為一般稱呼。

## 町內設施
- 五妃廟
- 台南第二高等女學校（今 中山國中）
- 末廣公學校（今 進學國小）
- 臺南女子技藝學校（今 家齊高中）
- 淨土真宗本願寺派光明寺（西本願寺）
- 淨土宗知恩寺
- 日蓮宗妙經寺